# Agnès Poisson
Pour les articles homonymes, voir Poisson.
Agnès Poisson est une compositrice française née en 1955.

## Biographie
Agnès Poisson naît le 12 août 1955.
Elle passe son enfance à Dieulefit dans la Drôme et étudie le violoncelle au Conservatoire de Saint-Étienne. 
Ses premières expériences professionnelles se déroulent ensuite à Marseille, comme musicienne de tréteaux. Elle commence alors à composer pour le théâtre.  
À la faculté de musique de Pau, Agnès Poisson reprend ses études et travaille la direction de chœur avec Guy Maneveau. Avec le Groupe musical de Pau, elle s'investit dans la création et la diffusion de la musique électroacoustique. Pendant quatre ans, elle est chargée de cours en informatique musicale à l'Université du Mirail à Toulouse. 
En 1988, Agnès Poisson est programmée en concert par le Groupe de recherches musicales (GRM), avec Oranger bleu. En 2009, elle sera de nouveau sollicitée pour une commande, Parabole du grenier. 
En 1995, elle revient s'installer dans sa région d'enfance, à Die, où elle crée l'association Préludes, active autour des thématiques de l'art sonore, du jeu et de la musique. 
Esthétiquement, Agnès Poisson déclare : « La découverte de l'objet sonore comme source pour la composition m'orienta vers une musicalité très plastique, solitaire, autonome. Ma timidité me laissant peu de place pour assumer les relations avec les instrumentistes, le pouvoir du langage verbal, et les difficultés de genre. Connaissant la situation des femmes compositrices, j'ai joué de la matière sonore comme l'outil de mon expression, née avec, ne sachant faire autre chose, la composition est un refuge, elle est ma raison d'être, tant pis pour la reconnaissance ou le non-droit aux femmes d'exister dans ce secteur de travail ».    
Avec Daniel Bisbau, elle réalise en 1995 le Plancher musical, un outil pédagogique de découverte sonore qui se présente sous la forme d'un « damier 64 cases munies de capteurs activés par le poids du corps ». Depuis, la collaboration entre Agnès Poisson et Daniel Bisbau se poursuit et ils créent ensemble diverses installations sonores.    
Entre 1995 et 2002, elle participe au festival Futura à Crest, dirigé par Denis Dufour, et contribue à la programmation des concerts ainsi qu'à l’interprétation d’œuvres acousmatiques,.    

## Œuvre
Comme compositrice, Agnès Poisson est l'autrice de nombreuses œuvres de musique acousmatique et de plusieurs installations sonores et plastiques, à Oxford, Bonn, pour le Centre du son en Isère, ou dans le cadre d’Art in Situ dans la Drôme, notamment.
Pour la musicologue Geneviève Mathon, l'œuvre de Poisson peut se décrire « comme réactivation, révélation d'images primordiales, d'archétypes, dans une mémoire qui affouille et remonte loin, très loin, ou de cette mémoire plus personnelle – expérience éphémère du temps et de notre présence au monde », citant les propos de la compositrice : « Je suis cette matière sonore, plutôt timbrée avec l'épaisseur d'une résonance métallique sur un souffle, ces arrondis dans la forme, une douceur dans l'exposé. C'est une revendication dans l'essence même ».

## Enregistrements
- Elle Dormante[7] chez Motus (label)